# 8mm Remington Magnum
8мм Remington Magnum — гвинтівковий набій з пояском, який компанія Remington Arms Company представила в 1978 році для використання в новій гвинтівці модель 700 BDL. Для набою 8мм Remington Magnum взято від набою .375 H&H Magnum. Це дуже довгий та потужний набій, який не можна використовувати в затворах зі звичайною довжиною, наприклад, в гвинтівці .30-06 Springfield.

## Історія
Набій 8мм Remington Magnum повинен був конкурувати з набоями .300 Weatherby Magnum та .338 Winchester Magnum. Рішення Remington використати метричне позначення кулі, скоріш за все пов'язане з успіхом попереднього набою діаметром 7 мм.
Хоча набій 8мм Remington Magnum ніколи не був дуже популярним, він добре підходить для полювання на оленів, лосей, карибу та великих африканських антилоп. Проте, набій .338 Winchester Magnum мав 30-річну фору на ринку, але не достатньо велику для використання в зброї з затворами середньої довжини, що збільшує модельний ряд гвинтівок. Крім того для набою доступні важкі кулі, хоча це не проблема для тих сам заряджає ці набої. Вибір кулі для набою 8мм Remington Magnum є дуже важливим, оскільки кулі повинні бути розроблені та сконструйовані щоб куля не зруйнувалася на великих швидкостях набою магнум.

## Параметри набою
Об'єм гільзи набою 8мм Remington Magnum становить 6,43 мл (99 гран) H2O.
Максимальні параметри набою 8mm Remington Magnum по специфікації C.I.P.. Всі розміри в міліметрах (мм).
Американці визначають кут плеча як alpha/2 = 25 градусів. Загальна швидкість закручування нарізів для набою становить 254 мм (1 на 10 in), 6 канавок, Ø полів = 8,00 мм, Ø канавок = 8,20 мм, ширина канавки = 3,10 мм, тип капсуля — великий гвинтівковий магнум.
За офіційними рекомендаціями C.I.P. гільза набою 8мм Remington Magnum може витримувати п'єзо тиск 440,00 МПа (63 817 psi). В країнах де використовують правила C.I.P. при тестуванні набій повинен витримувати тиск в 125 % від максимальної рекомендації C.I.P.
Це означає, що зброя під набій 8мм Remington Magnum в країнах-членах C.I.P. на 2014 рік має проходити тестування в 550,00 МПа (79 771 psi) PE п'єзо тиску.
За рекомендаціями SAAMI Максимальний Середній Тиск (МСТ) для цього набою становить 65 000 psi (448,16 МПа) п'єзо тиску.
Німецький набій 8×68mm S представлений в 1939 році мабуть є найбільш близьким за балістикою до набою 8мм Remington Magnum. Проте набій 8×68мм S є набоєм зі зменшеним фланцем.

## Польове використання набою 8мм Remington Magnum
Набій 8мм Remington Magnum є повністю цивільним набоєм, який можна використовувати в країнах, де цивільним заборонено використовувати військові набої, які були або є на озброєнні.
У такого потужного набою, як 8мм Remington Magnum, є свої недоліки. Як і будь-який інший набій для полювання на велику дичину, він має потужний відбій. Оскільки існує небагато заводських зарядів, часто набій 8мм Remington Magnum часто використовують ті хто перезаряджає набої. Вони використовують набій для створення потужних зарядів для ручного заряджання, при цьому п'єзо тиск не перевищує 448 МПа (65000 psi) SAAMI. При використанні оболонкових куль, які витримують магнум швидкості, та стволів довжиною 650 мм (25.6 in) або довших, для досягнення високої дулової швидкості, набій 8мм Remington Magnum дає найбільш пласку траєкторію та найкращу відстань стрільби серед комерційних гвинтівкових набоїв калібру 8 мм.
Починаючи з калібру 8 мм збільшення щільності перетину та пробивної здатності гвинтівкових куль з обертовою стабілізацією (кулі довжиною від 5 до 5,5 калібрів) має тенденцію до зниження.
Це значить, що спорядивши набій легкою, короткою кулею з м'яким носом набій 8mm Remington Magnum можна використовувати для полювання на дрібну дичину. Споряджений важкою, довгою та твердою (суцільномідною) кулею набій 8mm Remington Magnum дає досить швидкості для полювання на велику і небезпечну дичину. В ручну набій 8mm Remington Magnum можна зарядити кулею вагою 220 гран з човниковим хвостом яка може рухатися зі швидкістю понад 914 м/с, і на відстані в 457 м мати таку саму енергію, як і набій .308 Winchester у дульного зрізу. Легші кулі вагою 150—180 гран можуть мати швидкості понад 1005—1066 м/с, що прирівнює їх до того самого класу, що і більші набої .300 Remington Ultra Magnum. Такі заряди дають дуже пласку траєкторію, що робить набій оптимальним вибором для полювання на оленів та лосів на дуже великій відстані. Набій 8mm Remington Magnum підходить для полювання на майже будь-яку дичину планети, хоча у деяких субсахарських країнах Африки існує правило де мінімальним калібром для полювання на велику африканську п'ятірку — тобто леопарда, лева, буйвола, носорога та слона, є набої калібрів 9,53 мм (.375 in) або 10,2 мм (.40 in). В Центральноафриканській Республіці немає обмежень на боєприпаси при полюванні на велику африканську п'ятірку, зроблений на основі набою 8mm Remington Magnum набій 8×68mm S успішно використовують для полювання на африканського слона. При рівному тиску в каморі і довжині стволу 650 мм (25.6 in) більший набій 8mm Remington Magnum виробляє від 3 до 5 % додаткової дулової швидкості.

## Порівняння 8мм набоїв
Порівняння максимальної початкової швидкості у відсотках найбільш поширених європейських та американських 8-міліметрових гвинтівкових набоїв при стрільбі зі стволу довжиною 650 мм (25.59 in) споряджених кулями від легкої до важкої з максимально допустимими тисками C.I.P. або SAAMI (Sporting Arms and Ammunition Manufacturers’ Institute).
| Вага кулі грами (грани)      | 8.23 г (127 гр) | 9.72 г (150 гр) | 11.34 г (175 гр) | 12.96 г (200 гр) | 14.26 г (220 гр) | Об'єм гільзи (%) |
| 7.92×57mm Mauser (8×57mm IS) | 100.0           | 100.0           | 100.0            | 100.0            | 100.0            | 100.0            |
| 8×64mm S                     | 102.7           | 102.7           | 102.8            | 102.9            | 102.9            | 110.3            |
| .325 WSM                     | 108.7           | 109.1           | 109.0            | 109.3            | 111.1            | 131.7            |
| 8×68mm S                     | 108.4           | 108.5           | 108.7            | 110.5            | 112.3            | 136.5            |
| 8mm Rem. Mag.                | 111.9           | 112.3           | 114.5            | 115.3            | 116.0            | 157.1            |

Порівняння не є повністю об'єктивним оскільки максимальний тиск в каморі у набоїв 8mm Remington Magnum та .325 WSM становить 448.16 МПа (65,000 psi), набою 8×68mm S — 440 МПа (63,817 psi), набою 8×64mm S — 405 МПа (58740 psi), а набою 7.92×57mm Mauser — 390 МПа (56,564 psi). Чим вище тиск тим вища дулова швидкість.

## Гільза 8мм Remington Magnum як прототип для набоїв

### 7мм STW (Shooting Times Westerner)
Гільза набою 8mm Remington Magnum стала похідною для набою 7mm STW, який має калібр 7 мм (.284 калібр) зроблений шляхом обтискання дульця гільзи набою 8mm Remington Magnum. Набій розробив Лейн Сімпсон, редактор журналу Shooting Times. В 1996 році набій 7mm STW отримав сертифікацію SAAMI і став офіційно зареєстрованим представником лінійки гвинтівкових набоїв магнум створених на базі набою 8mm Remington Magnum. Максимально важкою кулею є куля вагою 150 гран яка рухається зі швидкістю 1036 м/с. Набій є одним з найшвидших гвинтівкових набоїв для зброї з середньою довжиною стволу і відомий своєю надзвичайно пласкою траєкторією. Його перевершують лише набої Lazzeroni 7.21 Firebird та Remington 7mm RUM

### .416 Remington Magnum
Гільза набою 8mm Remington Magnum також стала основою для набою .416 Remington Magnum, який створили шляхом розширення дульця гільзи для утримання кулі калібру .416". На відміну від набою 7 мм STW, набій .416 Remington Magnum ніколи не мав статусу кустарного. Його розробила компанія Remington і представила громадскості в 1988 році.

### Кустарні набої
Набої які не були зареєстровані офіційно або санкціоновані C.I.P. (Commission Internationale Permanente pour l'Epreuve des Armes à Feu Portatives) або SAAMI (Sporting Arms and Ammunition Manufacturers’ Institute) відомі як кустарні. Шляхом роздування стандартних заводських гільз кустарні виробники сподіваються отримати додаткову дулову швидкість збільшивши об'єм заводської гільзи на кілька відсотків. Практично таким методом можна дещо збільшити швидкість кулі, але, за результатами вимірювань, такі зростання є незначними. Окрім зміни форми та внутрішнього об'єму, кустарі також змінюють оригінальний калібр. Причиною зміни початкового калібру може бути дотримання мінімально дозволеного калібру або ваги кулі для легального полювання на певні види дичини.
Кустарні набої не регулюються правилами C.I.P. або SAAMI, тому кустарі можуть максимально використовувати отриманий високий робочий тиск. Оскільки гільза набою 8mm Remington Magnum надзвичайно міцна, стійка до тиску, яку можно доволі легко споряджати капсулями, зарядами пороху та кулями, а значить її можна перезаряджати кілька разів, вона стала дуже популярною серед кустарних виробників. На основі гільзи 8mm Remington Magnum кустарі створили набої 6,35 мм (0.257 in) (.257 STW), 6,5 мм (0.264 in) (6,5 мм STW), .30 калібру (.30–8mm Remington Magnum, .300 Jarrett), 8 мм (8 mm Jarrett), .338 caliber (.338 Jarrett), 0.358 in калібру (.358 STA) та 9,53 мм (0.375 in) (.375 JRS [John R. Sundra]).

#### .358 STA (Shooting Times Alaskan)
Ще одним дітищем Лейна Сімпсона є набій .358 STA створений шляхом обтискання дульця гільзи 8мм Remington Magnum до калібру .358 з кутом плеча зміненим з 25 до 35 градусів і з прибраною конусністю для створення максимального об'єму. Швидкість кулі вагою 300 гран понад 825 м/с. Це робить набій .358 STA одним з найкращих набої для полювання на велику дичину. Він ніколи не був серійним і мав дуже малий успіх в якості кустарного набою, поступившись більш популярним комерційним та нестандартним набоям .375 калібру.